# Vasilați
Vasilaţi é uma comuna romena localizada no distrito de Călăraşi, na região de Muntênia. A comuna possui uma área de 73.02 km² e sua população era de 4244 habitantes segundo o censo de 2007.